# Erodium asplenioides
Erodium asplenioides là một loài thực vật có hoa trong họ Mỏ hạc. Loài này được (Desf.) Willd. mô tả khoa học đầu tiên năm 1800.